# MTB (мобільний зв'язок)
MTB (шведською Mobiltelefonisystem B) - стандарт мобільного зв'язку служби 0G, який створений у 1962 році та є наступником MTA. Мережа знаходиться у діапазоні частот УКХ. В Швеції це був відомий стандарт радіозв'язку, який вмістився в багажник автомобіля.